# Igor Jurjewitsch Ignatuschkin
Igor Jurjewitsch Ignatuschkin (russisch Игорь Юрьевич Игнатушкин; * 7. April 1984 in Elektrostal, Russische SFSR) ist ein russischer Eishockeyspieler, der seit 2018 beim HK Rjasan aus der Wysschaja Hockey-Liga unter Vertrag steht.

## Karriere

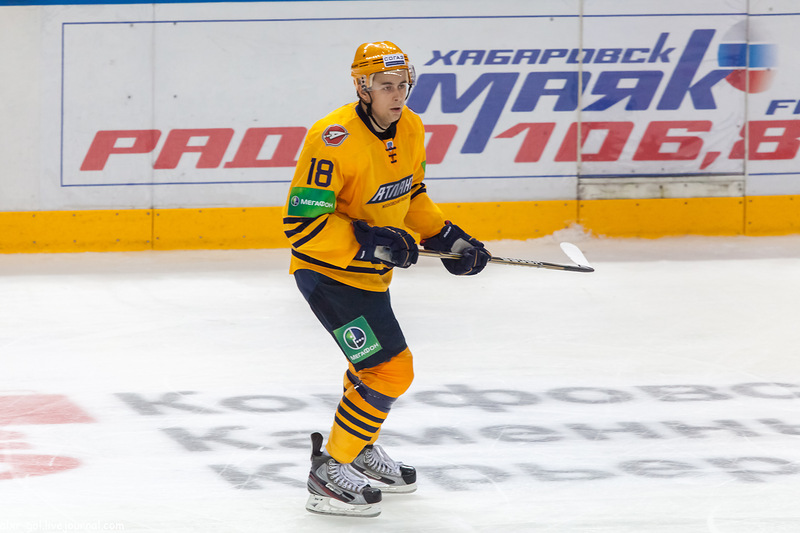
Igor Ignatuschkin im Trikot von Atlant Mytischtschi

Igor Ignatuschkin begann seine Karriere als Eishockeyspieler in seiner Heimatstadt in der Nachwuchsabteilung von Elemasch Elektrostal (ab 2003 Kristall Elektrostal), für das er von 2001 bis 2007 in der Wysschaja Liga, der zweiten russischen Spielklasse, aktiv war. In diesem Zeitraum wurde der Angreifer im NHL Entry Draft 2003 in der achten Runde als insgesamt 242. Spieler von den Washington Capitals ausgewählt, für die er allerdings nie spielte und lief 2005 parallel für Elektronals Ligarivalen Neftjanik Leninogorsk, sowie Chimik Moskowskaja Oblast in der Superliga auf.
Zur Saison 2007/08 erhielt Ignatuschkin einen Vertrag bei Amur Chabarowsk aus der Superliga. Vor der folgenden Spielzeit wurde Amur in die neu gegründete Kontinentale Hockey-Liga aufgenommen, in der Ignatuschkin bis 2012 für den verein aktiv war. Im Mai 2012 wechselte er innerhalb der KHL zu Atlant Mytischtschi und erzielte in 50 KHL-Partien 20 Scorerpunkte für den Klub. Zu Beginn der folgenden Spielzeit stand er zunächst bei Torpedo Nischni Nowgorod unter Vertrag. Mitte September 2013 wechselte er, ohne ein Pflichtspiel für Torpedo absolviert zu haben, zum HK Sibir Nowosibirsk. Für Sibir absolvierte er in der Folge 58 KHL-Partien, ehe er im Mai 2014 zum neu gegründeten HK Sotschi wechselte.

### International
Für Russland nahm Ignatuschkin an der U18-Junioren-Weltmeisterschaft 2002 teil. Bei dieser erzielte er in acht Spielen zwei Tore. Mit neun Vorlagen war er zudem bester Vorlagengeber des Turniers.

## Erfolge und Auszeichnungen
- 2002 Silbermedaille bei der U18-Junioren-Weltmeisterschaft
- 2002 Bester Vorlagengeber bei der U18-Junioren-Weltmeisterschaft

## Statistik
(Stand: Ende der Saison 2010/11)